# Synd (musikalbum)
Synd är ett musikalbum av rockgruppen Imperiet som släpptes 15 november 1986. Det är Imperiets fjärde studioalbum. En nyutgåva med sångerna Märk hur vår skugga (Epistel 81) och Balladen om briggen "Blue Bird" av Hull släpptes 1997.

## Låtlista
1. "Österns röda ros" (Imperiet) - 4:36
2. "Cosmopolite" (Imperiet) - 4:12
3. "D-D-D-D (Dum-dum-dollar-djungel)" (Imperiet) - 3:44
4. "Saker som hon gör" (Imperiet) - 5:40
5. "Vykort" (Bruno K. Öijer, Imperiet) - 1:22
6. "Tennsoldat och eldvakt" (Imperiet) - 4:18
7. "Bibel" (Imperiet) - 7:50
8. "Offret" (Imperiet) - 4:54
9. "Innan himlen faller ner" (Imperiet) - 3:48
10. "Märk hur vår skugga (Epistel 81)" (Carl Michael Bellman) - 3:59 (Bonuslåt på CD-utgåvan 1997)
11. "Balladen om briggen Blue Bird av Hull" (Evert Taube) - 4:39 (Bonuslåt på CD-utgåvan 1997)

## Medverkande

### Imperiet
- Joakim Thåström - sång, gitarr
- Christian Falk - bas
- Fred Asp - trummor
- Per Hägglund - keyboards

### Övriga medverkande
- Fläskkvartetten - stråkar (på "Österns röda ros", "Bibel", "Innan himlen faller ner")[1]
- Irma Schultz - kör (på "Bibel")
- Idde Schultz - kör (på "Bibel")
- Jan Kyhle - valthorn (på "Bibel")
- Sivuca - dragspel (på "Cosmopolite")
- Ulf Väremo - trombon (på "Innan himlen faller ner")
- Ann-Sofie Söderqvist - trumpet (på "Innan himlen faller ner")
- Stefan Glaumann - virveltrumma (på Innan himlen faller ner")
- Hans Åkerheim-Mann - synthesizer (på "Balladen om briggen Blue Bird av Hull")
- Hans Andersson - bas (på "Balladen om briggen Blue Bird av Hull")

## Listplaceringar
| Lista (1986-1987) | Topplacering |
| ----------------- | ------------ |
| Norge             | 10           |
| Sverige           | 4            |